# Mingus Mingus Mingus Mingus Mingus
Mingus Mingus Mingus Mingus Mingus — студійний альбом американського джазового композитора і басиста Чарльза Мінґуса, який вийшов 9 січня 1964 року.

## Створення
Мінґус співпрацював з аранжувальником Бобом Гаммером над музикою для великого ансамблю мідних духових і саксофонів.
Більшість композицій на цьому альбомі були записані раніше або були перезаписані, деякі під іншими назвами, на інших альбомах:
- «II B.S.» як «Haitian Fight Song» на альбомах The Charles Mingus Quintet & Max Roach і The Clown
- «I X Love» як «Duke's Choice» на A Modern Jazz Symposium of Music and Poetry.[5][6][7]
- «Celia» на East Coasting
- «Mood Indigo» (Барні Біґар, Дюк Еллінгтон) на Mingus Dynasty
- «Better Get Hit in Yo' Soul» як «Better Git It in Your Soul» на Mingus Ah Um (також «Better Git Hit in Your Soul» на Mingus at Antibes)
- «Theme for Lester Young» як «Goodbye Pork Pie Hat» на Mingus Ah Um
- «Hora Decubitus» як «E's Flat, Ah's Flat Too» на Blues & Roots
- «Freedom» на The Complete Town Hall Concert (1962)

## Трек-лист
Адаптовано з перевидання 1995 року на CD; на багатьох оригінальних копіях LP вказана неправильна тривалість. Всі треки написані Чарльзом Мінґусом, за винятком «Mood Indigo» (Дюк Еллінгтон і Барні Біґар).
| Сторона 1 | Сторона 1     | Сторона 1  |
| #         | Назва         | Тривалість |
| --------- | ------------- | ---------- |
| 1.        | «II B.S.»     | 4:46       |
| 2.        | «I X Love»    | 7:38       |
| 3.        | «Celia»       | 6:12       |
| 4.        | «Mood Indigo» | 4:43       |

| Сторона 2 | Сторона 2                    | Сторона 2  |
| #         | Назва                        | Тривалість |
| --------- | ---------------------------- | ---------- |
| 1.        | «Better Get Hit in Yo' Soul» | 6:28       |
| 2.        | «Theme for Lester Young»     | 5:50       |
| 3.        | «Hora Decubitus»             | 4:41       |
| 40:18     |                              |            |

| Бонус-трек на перевиданнях | Бонус-трек на перевиданнях | Бонус-трек на перевиданнях |
| #                          | Назва                      | Тривалість                 |
| -------------------------- | -------------------------- | -------------------------- |
| 1.                         | «Freedom»                  | 5:10                       |
| 45:28                      |                            |                            |

## Персоналії
Треки 1 та 4–8 записані 20 вересня 1963:
- Едді Престон — труба
- Річард Вільямс — труба
- Брітт Вудман — тромбон
- Дон Баттерфілд — туба
- Джером Річардсон — сопрано та баритон-саксофон, флейта
- Дік Гафер — tenor саксофон, кларнет, флейта
- Букер Ервін — тенор-саксофон
- Ерік Долфі — альт-саксофон, флейта, бас-кларнет
- Джекі Баєрд — фортепіано
- Чарльз Мінґус — бас, дикторський голос («Freedom»)
- Волтер Перкінс — барабани
- Боб Гаммер — аранжування та оркестрування

Треки 2 і 3 записані 20 січня 1963:
- Рольф Еріксон — труба
- Річард Вільямс — труба
- Квентін Джексон — тромбон
- Дон Баттерфілд — туба
- Джером Річардсон — сопрано та баритон-саксофон, флейта
- Дік Гафер — tenor саксофон, кларнет, флейта
- Чарлі Маріано — альт-саксофон
- Джекі Баєрд — фортепіано
- Джей Берлінер — гітара
- Чарльз Мінґус — бас, фортепіано
- Денні Річмонд — барабани
- Боб Гаммер — аранжування та оркестрування

### Продакшн
- Боб Тіле — продюсер
- Майкл Кускуна — продюсер перевидання
- Боб Сімпсон — звукоінженер
- Ерік Лабсон — ремастеринг